# Pieter de Jode le Jeune
Pour les articles homonymes, voir De Jode.
Pieter de Jode le Jeune (ou Pieter de Jode II, 1606-1674) est un graveur et marchand d'art flamand.

## Biographie
Pieter de Jode est né le 22 novembre 1606 à Anvers.

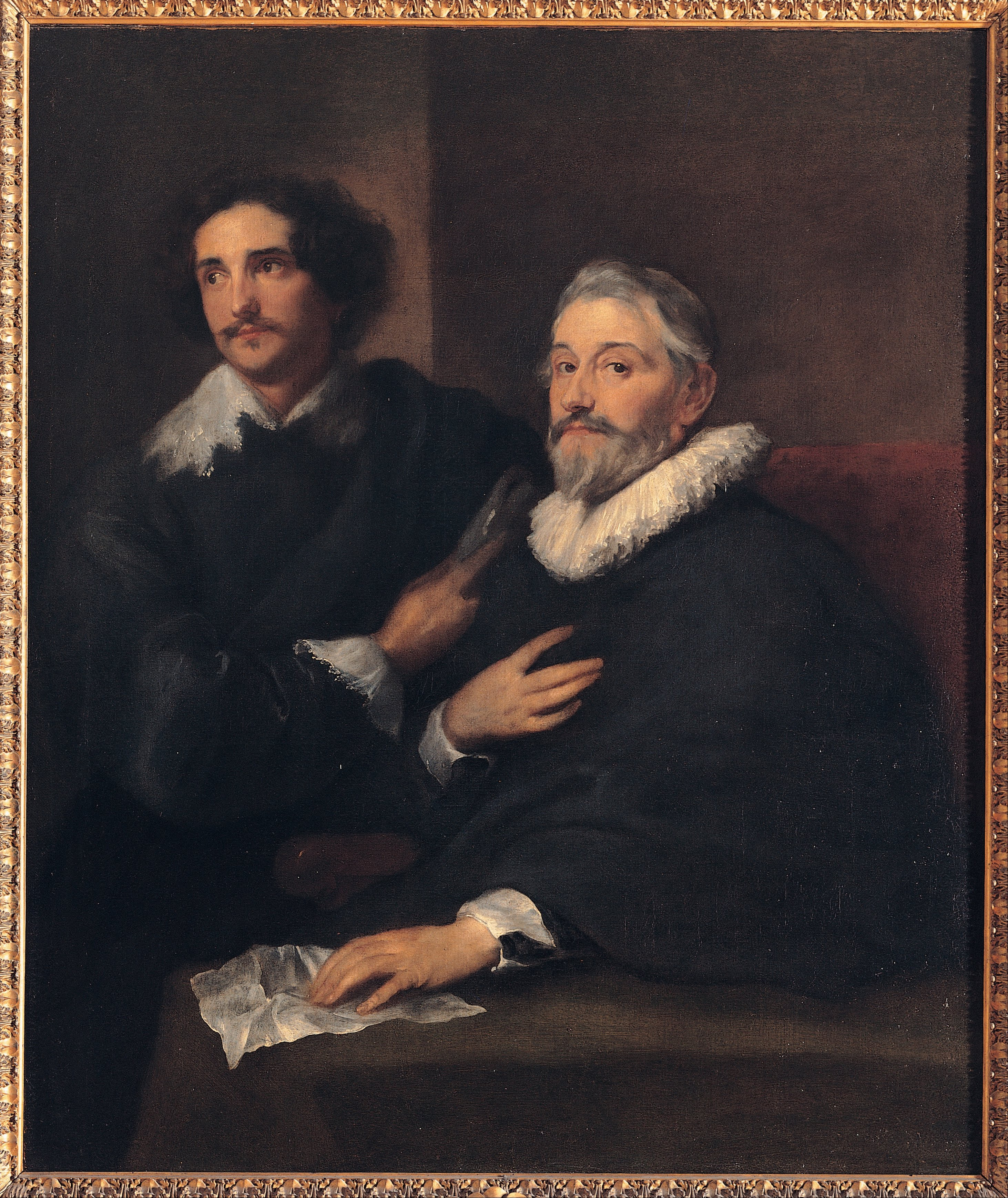
Portrait de Pieter de Jode l'Ancien et Pieter de Jode le Jeune
par Antoine van Dyck, 1625
Musées du Capitole, Rome

Il apprend le dessin et la gravure auprès de son père, Pieter de Jode l'Ancien, un graveur important d'Anvers qui a voyagé en Italie et dont les gravures d'après les maîtres italiens ont servi de source pour Carel van Mander. Son grand-père est le cartographe Gerard de Jode.
En 1628, Pieter de Jode le Jeune devient franc-maître de la guilde de Saint-Luc d'Anvers.
Il voyage à Paris avec son père en 1631-1632 pour travailler sur des projets de portraits gravés.
À son retour en 1635, Jode se marie avec Elizabeth Loemans, la fille du graveur anversois Aernout Loemans, avec qui ils ont un fils, l'artiste Arnold (en) (1638-1667), qu'il a formé lui-même. Mattheus Borrekens (nl) est aussi un élève de Pieter de Jode le Jeune en 1634-1635.
Il visite ensuite l'Angleterre où son fils Arnold travaille comme graveur.
Quand sa femme meurt en 1642, l'inventaire qui est dressé montre que le couple était très prospère. De Jode se remarie en 1648 avec Clara van den Enden, la sœur ou la fille de l'éditeur Martinus van den Enden. Elle meurt vers 1653
Le lieu et la date de sa mort sont incertains : il serait mort en Angleterre en ou après 1674 — date adoptée par les notices d'autorité —, la date de sa dernière estampe connue.

## Œuvre
Il est difficile de distinguer les œuvres de Pieter de Jode l'Ancien de celles de Pieter de Jode le Jeune, car seules les dernières ont été signées « junior », avant que son père ne meure en 1634. Ses premières estampes reflètent le style sec et la technique de son père, mais il développe un style plus lâche, se rapprochant d'un style de peintre.
Lui et son père font partie des graveurs sélectionnés par Antoine van Dyck dans son Iconographie, une série publiée pendant plusieurs décennies et est un compendium de portraits de personnalités célèbres de son époque.
Après la mort de Van Dyck, De Jode le Jeune continue de travailler sur la série de l'Iconographie en collaboration avec d'autres graveurs employés par Gillis Hendricx à Anvers. Il travaille sur sa propre série de portraits pour des éditeurs — en particulier pour le Het Gulden Cabinet de Cornelis de Bie — et réalise plusieurs gravures de reproduction.

Œuvres de Pieter de Jode le Jeune
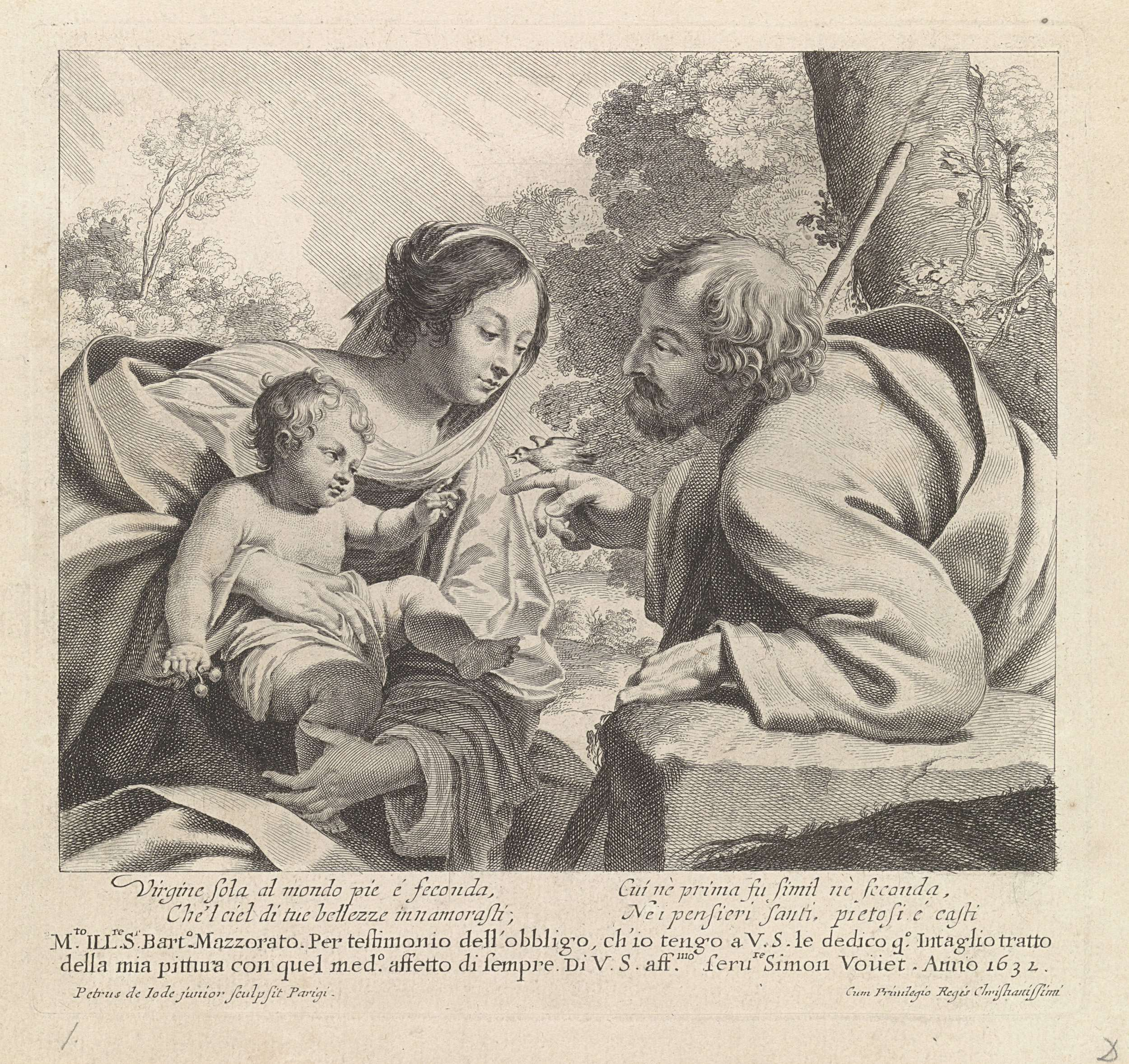
Paysage avec la Sainte Famille, d'après Simon Vouet
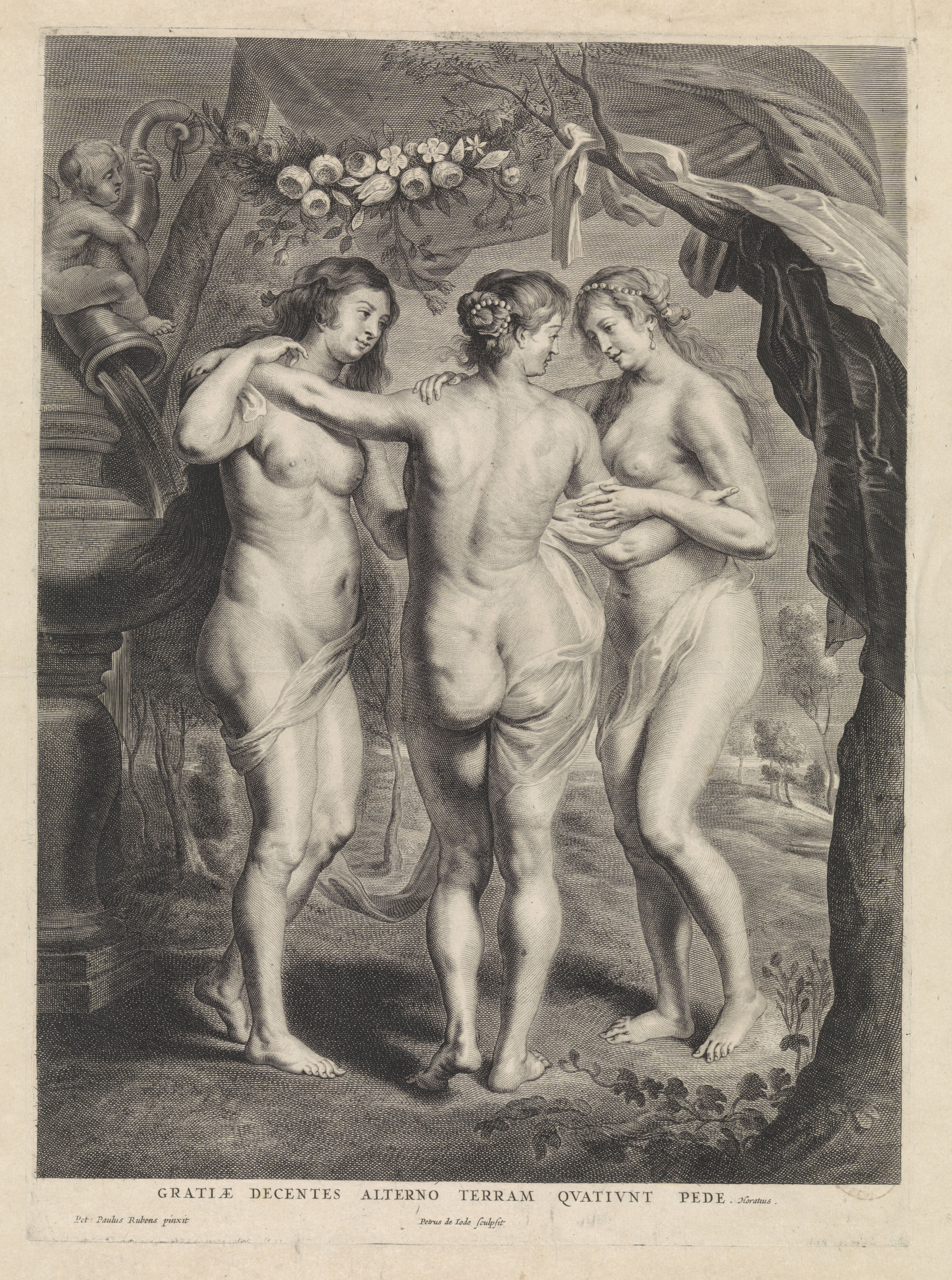
Paysage avec les Trois Grâces, d'après Rubens
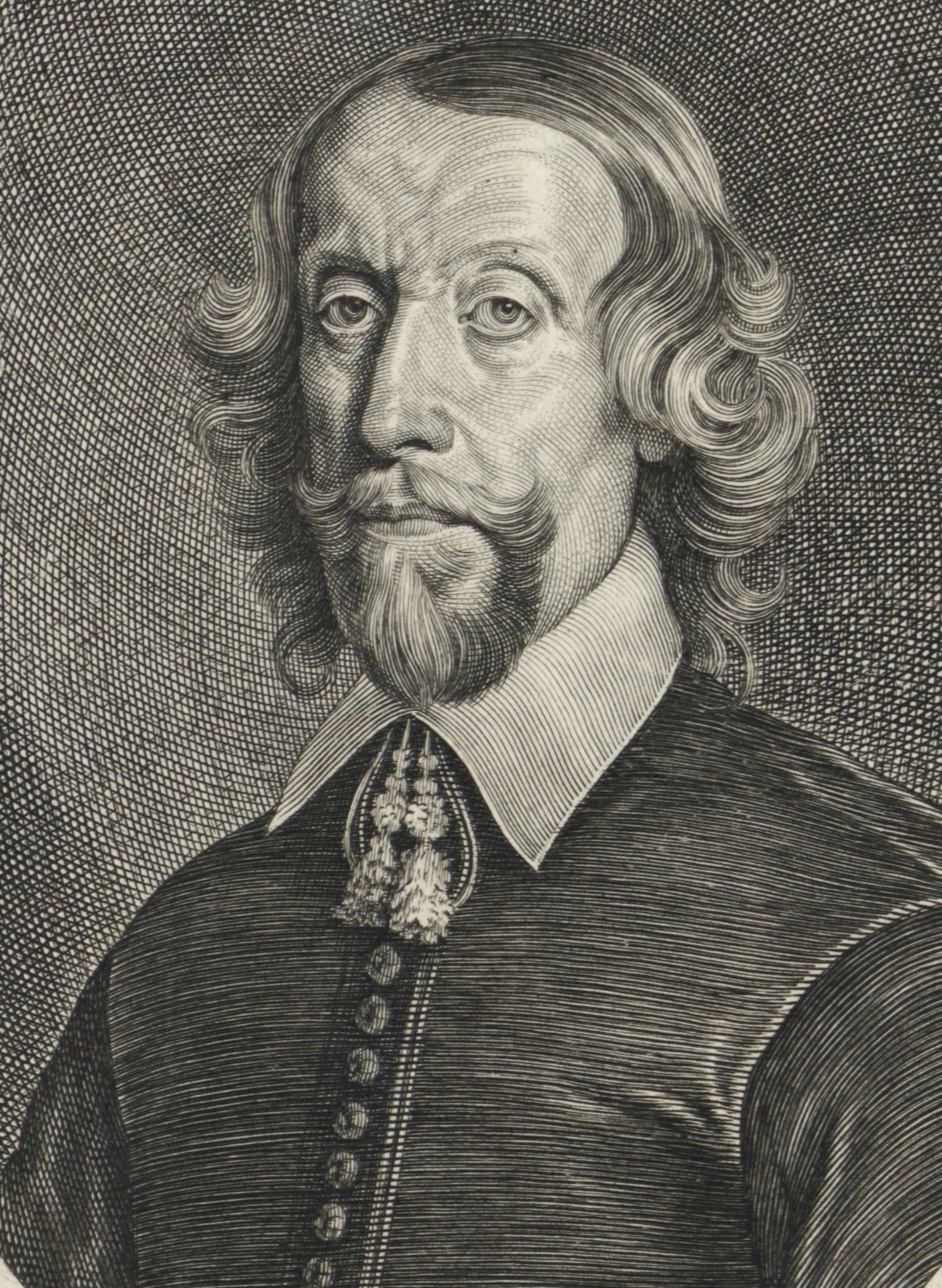
Frère Paul